# تنمية القيادة
يشير مصطلح تنمية القيادة إلى النشاط الذي يعزز من نوعية المهارات القيادية التي يمتلكها فرد أو مؤسسة. وتتراوح هذه الأنشطة بين برامج الماجستير في إدارة الأعمال التي تقدمها كليات التجارة حتى التعلم عن طريق العمل ودورات في المغامرة والتقهقر التنفيذي.

## تنمية المهارات القيادية لدى الأفراد
بشكل تقليدي، تركز تنمية القيادة على تنمية القدرات القيادية واتجاهات الأفراد؛
فكما أنه لم يولد جميع الناس ولديهم القدرة أو الرغبة في ممارسة لعبة كرة القدم (كرة القدم الأمريكية) مثل زين الدين زيدان أو أن يغني مثل لوتشيانو بافاروتي، فلم يولد جميع الناس ولديهم موهبة القدرة على القيادة. ويمكن لمختلف السمات الشخصية والخصائص أن تساعد الفرد أو تعوقه عن القيام بالمهام القيادية بفاعلية وتتطلب برامج رسمية لتطوير الكفاءات القيادية  وبالتالي يستطيع كل فرد تطوير كفاءته القيادية، ويستلزم تحقيق هذا التطوير التركيز والممارسة والمثابرة فيما يشبه تعلم العزف على آلة موسيقية وليس قراءة كتاب.
يتميز التدريب باستخدام نمط الفصول الدراسية والقراءة المصاحبة بفعاليته في مساعدة القادة في معرفة المزيد حول ما تتضمنه القيادة الجيدة، ومع ذلك فإن معرفة ما يجب فعله يختلف تمامًا عن فعل ما تعرفه وكان خبير الإدارة هنري منسبيرج هو من سلط الضوء على هذه المعضلة، ويقدر أن ما لا يزيد عن 15٪ من التدريب باستخدام نمط الفصول الدراسية التقليدية ينتج عنه تغيير السلوك المستدام في مكان العمل.
يعتمد نجاح المجهود المبذولة في تطوير المهارات القيادية على ثلاثة متغيرات:
- السمات الفردية للمتعلم
- نوعية وطبيعة برنامج تطوير المهارات القيادية
- الدعم الحقيقي للمشرف على القائد من أجل تغيير السلوك

تبذل الأكاديميات العسكرية لتدريب الضباط مثل أكاديمية ساندهيرست العسكرية الملكية أقصى جهدها من أجل قبول المرشحين الذين يظهرون تملكهم قدرًا كبيرًا من القدرات الكامنة للقيادة الجيدة. وتتضمن خصائص الشخصية المتعلقة بتنمية المهارات القيادية الناجحة دافع التعلم لدى القائد ودوافع تحقيق إنجازات كبيرة والسمات الشخصية مثل الانفتاح على الخبرة والتركيز الداخلي على السيطرة والرصد الذاتي.
ومن المرجح أن تحدث التنمية عندما يتسم برنامج التنمية بالتالي:
- دمج مجموعة من التجارب التنموية على مدى فترة من الزمن (مثال: 6-12 شهرًا). وقد تتضمن هذه الخبرات 360 درجة من التقييم، وبرامج تقوم على نمط الفصل الدراسي التجريبي والتدريب التنفيذي وتأمل العمل اليومي والتوجيه وغير ذلك.
- يتضمن تحديد الأهداف يتبعه تقييم الاحتياجات الأساسية للتطوير ثم تقييم تحقيق الأهداف بعد الفترة المحددة.

ويمكنك أن تجد من بين المفاهيم الأساسية في تطوير المهارات القيادية:
- التعلم التجريبي: حيث يوضع المتعلم في بؤرة تركيز عملية التعلم وخوض المراحل الأربع للتعلم التجريبي كما صاغه ديفيد أ. كولب: 1. التجربة الملموسة 2. الملاحظة والتأمل 3. تكوين مفهوم تجريدي 4. الاختبار من خلال مواقف جديدة.
- الكفاءة الذاتية: يجب أن ينتج عن التدريب الجيد 'الكفاءة الذاتية' للمتدرب كما وصفه ألبرت باندورا: إيمان الشخص بأن ما لديه من قدرات يمكن أن تكون لها آثار
- الرؤية: تطوير القدرة على صياغة صورة واضحة للمستقبل المنشود لوحدة المؤسسة.

وينبغي على برنامج تنمية المهارات الشخصية القيادية الجيدة أن تمكنك من وضع الخطة التي تساعدك على اكتساب مهارات القيادة الأساسية واللازمة للقيام بأدوارك عبر مجموعة واسعة من بيئات الشباب حتى عالم الشركات. وهذه الخصائص تتضمن:
- الاضطلاع بالمسئولية
- التركيز
- تطوير الغرض من الحياة
- اتخاذ إجراءات فورية
- وضع أهداف فعالة وقابلة للتنفيذ وأحلام بالمستقبل.

## تطوير المهارات القيادية على المستوى الجماعي
أدركت المؤسسات مؤخرًا أنه يمكن تطوير المهارات القيادية كذلك من خلال تعزيز الاتصال والمواءمة بين الجهود الفردية للقادة والنظم والتي يؤثرون من خلالها العمليات المؤسسية، وأدى ذلك لوجود اختلاف بين تنمية مهارات القائد وتنمية مهارات القيادة. كوين 's 1996 كتاب يحمل نفس الاسم.
يمكن لتنمية المهارات القيادية البناء على تنمية القدرات للأفراد (بما فيهم الأتباع) حتى يصبحوا قادة، بالإضافة إلى ضرورة التركيز على الروابط الشخصية بين أعضاء الفريق.
من المعروف أن أهم مورد تمتلكه المؤسسة هو الأشخاص الذين تضمهم المؤسسة بين جنباتها، وتتناول بعض المؤسسات تطوير هذه الموارد (بما فيها المهارات القيادية).
وعلى العكس فإن مفهوم «التوظيف» يدرك أن ما يحتاجه الفرد ليكون قائد جيد لا يختلف ما يحتاجه ليكون موظفًا جيدًا، لذلك، وجود القائد الإقليمي جنبًا إلى جنب مع الفريق لاكتشاف هذه الأمور المتشابهة (وليس التركيز على الاختلافات) مما يؤدي إلى نتائج إيجابية، وهذا المنهج أثبت نجاحًا بشكل خاص في السويد حيث تقل المسافة بين المدير والفريق.

## تخطيط التعاقب
يعرف تنمية «قدرات كامنة عالية» إلى تولي القيادة الحالية بفاعلية عندما يحين الوقت لتولي هذه المناصب باسم تخطيط التعاقب، وعادة ما يتطلب هذا النوع من تنمية المهارات القيادية نقل الأفراد بين الإدارات على نطاق واسع. وفي العديد من الشركات متعددة الجنسيات، عادة ما يتطلب ذلك النقل الدولي والخبرات لبناء قائد المستقبل،
كما يتطلب تخطيط التعاقب التركيز الشديد على مستقبل المؤسسة ورؤيتها وذلك من أجل التوفيق بين تنمية المهارات القيادية والمستقبل الذي تطمح الشركة إلى خلقه. وبالتالي فإن تنمية المهارات القيادية لا يقوم فقط على المعرفة والخبرة لكن على الحلم كذلك، وحتى تنجح هذه الخطة لا يجب أن يرتكز فحص القيادة المستقبلية على «ما نعرفه وما لدينا» فقط بل أيضًا «ما نتطلع إليه».
ويجب على من تضمهم خطة التعاقب أن يكونوا القادة الحاليين ويمثلون الرؤية والمديرين التنفيذيين للموارد البشرية حتى يترجموا ذلك في برنامج. ووفقًا لرؤية مائر جاكوب وأميت كوهين (1995) يجب الوضع في الاعتبار ثلاث أبعاد حاسمة: 1. المهارات والمعارف 2. دور الإدراك ودرجة قبول دور القائد 3. الكفاءة الذاتية (ألبرت باندورا). يجب أن تكون هذه الأبعاد الثلاثة الأساس لأي برنامج لتعاقب القيادة.

## حقائق حول القيادة
لقد تغير سياق القيادة على مر السنين. ومع ذلك، لم يتغير أبداً محتوى القيادة.

البحوث التي أجريت في أكثر من مليون شخص كعينة عشوائية تفيد بأن عامل السن ليس سبب في تحديد كونك قائد فعال أو غير فعال.
نقلاً عن الكاتبان James M. Kouzes and Barry Z. Posner هناك عشرة حقائق أساسية عن القيادة:
1. أنت بالفعل تُحدث فرقاً. يجب أن تؤمن في قرارة نفسك أنك يمكن أن يكون لك تأثير إيجابي على الآخرين.
2. المصداقية هي أساس القيادة. ليس فقط يجب أن تؤمن بنفسك ولكن ايضاً يجب أن يؤمن الآخرين بك.
3. القيم تدفع إلى الالتزام. يرغب الناس في معرفة ما تؤمن به وما تأخذ مواقف لتحقيقه.
4. التركيز على المستقبل يميز القادة عن غيرهم. لديهم القدرة على التخيل وصياغة المستقبل.
5. لا يمكنك العمل لوحدك. يحتاج القادة إلى مواهب الآخرين لتحقيق اشياء عظيمة.
6. قواعد الثقة. فالثقة هي الغراء الاجتماعي الذي يحافظ على الأفراد والجماعات معا.
7. التحدي هو بوتقة للعظمة. يرغب الناس في اتباع أولئك الذين تحدوا الوضع الراهن.
8. إما أن تكون قائداً وقدوة يحتذى به أو لا تقود على الإطلاق. يحافظ القادة على وعودهم ويصبحوا قدوة للقيم والسلوكيات التي يتبنوها.
9. أفضل القادة هم أفضل المتعلمين. التعلم هو المهارة الاساسية في القيادة.
10. القيادة هي مسألة نابعة من القلب. القادة في حالة حب مع العناصر المكونة للقيادة (عملاء، مجتمع) والمهمة التي يخدمونها.